# Piangil
Piangil (654 habitants) est un village du nord ouest de l'État de Victoria, en Australie, à 382 km au nord-ouest de Melbourne sur la Mallee Highway.